# Kadir Özcan
Ömer Kadir Özcan (Akçaabat (stad), 26 juni 1952 – Trabzon, 22 oktober 2013) was een Turks voetballer en voetbaltrainer.
Özcan was verdediger en speelde 5 interlands voor Turkije.
Hij begon zijn loopbaan in 1969 bij Akçaabat Sebatspor en speelde van 1972 tot 1978 succesvol bij Trabzonspor. In die periode speelde hij ook voor Jong Turkije en scoorde toen in vijf duels wel 1 keer. In 1978 verruilde hij  Trabzon voor havenstad  Zonguldak en  ging spelen bij Zonguldakspor. In 1980 sluit hij zijn loopbaan af bij Galatasaray SK, maar speelde daar slechts 1 competitieduel.
Vervolgens werd hij trainer en was onder meer werkzaam bij kleinere clubs als Kasımpaşa SK, Istanbul Büyükşehir Belediyespor, Orduspor, Malatyaspor en zijn oude club Zonguldakspor. Bij Trabzonspor was hij assistent trainer onder Yılmaz Vural in 1997.
In het seizoen 2013-2014 is hij trainer bij 1461 Trabzon, die in hetzelfde stadion (Hüseyin Avni Akerstadion) spelen als Trabzonspor. Tijdens dat seizoen is hij plotseling overleden in het ziekenhuis van Trabzon op 61-jarige leeftijd aan een hartinfarct.